# لو أنطونيللي
لو أنطونيللي (بالإنجليزية: Lou Antonelli)‏ (6 يناير 1957، ميدفورد في الولايات المتحدة)؛ روائي أمريكي. درس في جامعة كولومبيا.